# Sgt. Pepper's Lonely Hearts Club Band (film)
Sgt. Pepper's Lonely Hearts Club Band is een Amerikaanse film uit 1978 van Michael Schultz en geproduceerd door Robert Stigwood. Popzanger Peter Frampton speelt, samen met leden van popgroep The Bee Gees, de hoofdrol.
De film is losjes gebaseerd op de off-Broadwaymusical Sgt. Pepper's Lonely Hearts Club Band on the Road uit 1974 en bevat voornamelijk liedjes van The Beatles van de albums Sgt. Pepper's Lonely Hearts Club Band (1967) en Abbey Road (1969). Robert Stigwood die graag het succes van de musical Saturday Night Fever wilde herhalen, zette hoog in met de film. Het budget bedroeg circa 18.000.000 dollar en talloze popsterren werd gevraagd om een rol te spelen. De film werd echter een flop. De opbrengst was nog geen 13 miljoen dollar en de film werd door critici in alle voegen gekraakt.

## Verhaal
Sergeant Pepper, woonachtig in Heartland, wil met pensioen. Door de jaren heen heeft zijn Lonely Hearts Club Band vrede gesticht in verschillende oorlogen. De magische instrumenten van de band worden veilig opgeborgen en zullen volgens Pepper zorgen dat Heartland zal blijven gedijen zolang de instrumenten daar blijven. Pepper krijgt tijdens zijn afscheidsconcert een fatale hartaanval. Voordat hij sterft benoemt hij zijn kleinzoon Billy Shears tot zijn opvolger. Een aantal jaren later is Billy volwassen en heeft inmiddels een vriendinnetje, Strawberry Fields. Samen met de gebroeders Henderson vormt Billy een nieuwe Lonely Hearts Club Band. Ze maken een demo van het liedje Getting Better voor een platenmaatschappij en mogen vervolgens een plaat opnemen in de studio.
De band heeft de belangstelling van de geheimzinnige Mr. Mustard, die rondrijdt in een soort bus compleet met robots en tv-schermen. Mustard werkt voor een geheimzinnige opdrachtgever die alleen als F.V.B. bekend is.  Mr. Mustard en F.V.B. willen de wereld corrumperen en laten afzakken tot een zielloze consumptiemaatschappij. Billy en zijn band zijn zich echter nog van niets bewust en scoren een hit met Getting Better. Al snel gaan ze op tournee en worden supersterren. In de tussentijd heeft mr. Mustard Heartland bereikt. F.V.B. geeft hem de opdracht de magische instrumenten te stelen. Ondertussen wordt Heartland zo bewerkt dat het eenvoudige vriendelijke land wordt gevuld met hamburgertenten en hallen met videospelletjes. Mustard weet zijn hand op de instrumenten te leggen. F.V.B beveelt hem dan de trompet naar dr. Maxwell Edison te brengen, de tuba naar dominee Sun, en de saxofoon naar F.V.B.. Mustard zelf eigent zich de drums toe. Strawberry Fields ziet de achteruitgang van Heartland met lede ogen aan en probeert Billy te bereiken. Ze weet de band te vinden tijdens een opnamesessie en vertelt over het lot van Heartland. Billy en de gebroeders Henderson gaan met Strawberry mee en komen achter de plannen van mr. Mustard. Een voor een weten ze de instrumenten bij Mustard, Maxwell Edison en dominee Sun terug te halen. Helaas kunnen ze de magische saxofoon niet vinden.
De band besluit om eerst Heartland te redden en samen met een groot aantal muzikale vrienden maken ze zich op voor een benefietconcert. Dan wordt echter Strawberry gekidnapt door Mr. Mustard, die ook de instrumenten weer heeft heroverd. Hij vlucht naar F.V.B. F.V.B. blijkt te staan voor Future Villain Band (toekomstige schurkengroep), een groepje popmuzikanten met slechte plannen. Billy en zijn maten starten een gevecht met F.V.B. en Billy wordt bijna gedood door de leider. Strawberry Fields redt hem, maar komt hierbij zelf om het leven. Als de band Strawberry begraven wil, verschijnt plotseling een verjongde versie van Sgt. Pepper met zijn magische trompet. Hij betovert Heartland, doet Strawberry herrijzen en verandert de schurken in nonnen en priesters.

## Rolverdeling
| Acteur           | Personage          |
| ---------------- | ------------------ |
| Peter Frampton   | Billy Shears       |
| Barry Gibb       | Mark Henderson     |
| Robin Gibb       | David Henderson    |
| Maurice Gibb     | Bob Henderson      |
| George Burns     | verteller/mr. Kite |
| Frankie Howerd   | mr. Mustard        |
| Steve Martin     | dr. Maxwell Edison |
| Alice Cooper     | reverend Sun       |
| Paul Nicholas    | Dougie Shears      |
| Donald Pleasence | B.D. Brockhurst    |
| Sandy Farina     | Strawberry Fields  |

## Muziek
De volgende liedjes zijn te horen:
- Sgt. Pepper's Lonely Hearts Club Band (The Bee Gees en Paul Nicholas)
- With A Little Help From My Friends (Peter Frampton, The Bee Gees)
- Fixing A Hole (George Burns)
- Getting Better (Peter Frampton, The Bee Gees)
- Here Comes The Sun (Sandy Farina)
- I Want You (She's So Heavy) (The Bee Gees, Dianne Steinberg, Paul Nicholas, Donald Pleasence, Stargard)
- Good Morning, Good Morning (Paul Nicholas, Peter Frampton, The Bee Gees)
- Nowhere Man (The Bee Gees)
- Polythene Pam (The Bee Gees)
- She Came In Through The Bathroom Window (Peter Frampton, The Bee Gees)
- Sgt. Pepper's Lonely Hearts Club Band (Reprise) (Peter Frampton, The Bee Gees)
- Mean Mr. Mustard (Frankie Howerd)
- She's Leaving Home (The Bee Gees, Jay W. MacIntosh, John Wheeler)
- Lucy In The Sky With Diamonds (Dianne Steinberg, Stargard)
- Oh! Darling (Robin Gibb)
- Maxwell's Silver Hammer (Steve Martin)
- Because (Alice Cooper, The Bee Gees)
- Strawberry Fields Forever (Sandy Farina)
- Being For The Benefit of Mr. Kite (Maurice Gibb, Peter Frampton, The Bee Gees, George Burns)
- You Never Give Me Your Money (Paul Nicholas, Dianne Steinberg)
- Got To Get You Into My Life (Earth Wind & Fire)
- When I'm 64 (Frankie Howerd, Sandy Farina)
- Come Together (Aerosmith)
- Golden Slumbers (Peter Frampton)
- Carry That Weight (The Bee Gees)
- The Long And Winding Road (Peter Frampton)
- A Day In The Life (Barry Gibb, The Bee Gees)
- Get Back (Billy Preston)
- Sgt. Pepper's Lonely Hearts Club Band (Finale)

Alle nummers werden geschreven door John Lennon en Paul McCartney, met uitzondering van Here Comes the Sun dat werd geschreven door George Harrison. 
De nummers werden speciaal voor de film gearrangeerd door George Martin, met uitzondering van Got To Get You Into My Life dat werd gearrangeerd door Maurice White.

## Productie

### Scenario
Robert Stigwoods associatie met Beatleliedjes gaat terug tot 1967. In dat jaar fuseerde het bedrijf van Stigwood met NEMS van Beatlesmanager Brian Epstein. Stigwood, die bemiddelde voor diverse artiesten als bijvoorbeeld Eric Clapton, The Animals en Cream, kreeg aandelen in NEMS en een positie als directeur. Na de dood van Epstein in hetzelfde jaar, vertrok Stigwood alweer en zette RSO op, eerst als platenmaatschappij, later ook als filmproductiebedrijf. Met RSO films bracht Stigwood Saturday Night Fever en Grease op het witte doek. In beide films hadden de Bee Gees een muzikale inbreng. Stigwood, die de Bee Gees had groot gemaakt, beschouwde de band als een soort eigendom. Het was dan ook logisch voor Stigwood dat de gebroeders Gibb de hoofdrol zouden spelen in zijn nieuwe productie. In 1974 was off-Broadway de musical Sgt. Pepper's Lonely Hearts Club Band on the Road opgevoerd. Stigwood had de show via RSO geproduceerd  en de rechten verworven van negenentwintig Beatlenummers. Stigwood wilde daar iets mee doen. De originele musical ging over een rockzanger, Billy Shears die eerst zijn vrouw Strawberry Fields verliest en vervolgens zijn integriteit aan de Maxwell's Silver Hammermen, een groep schurken die de commerciële muziekbusiness vertegenwoordigen. Billy wordt verleid door de mooie Lucy, maar herrijst uiteindelijk uit alle ellende en wordt weer herenigd met Strawberry.
Stigwood vond de plot wat mager voor een film en besloot een nieuw scenario te laten schrijven rond de negenentwintig Beatleliedjes. Henry Edwards nam de opdracht aan, ook al had hij geen ervaring met filmscenario's. Edwards spreidde alle teksten uit in zijn appartement en ging aan het werk. Stigwood vroeg om een concept en Edwards vertelde dat hij een MGM-achtige musical voor ogen had met de muziek van vandaag. Wat Stigwood niet wilde inzien was dat liedjes voor musicals meestal speciaal voor de musical worden geschreven en daarom goed in het verhaal passen. Bij Sgt. Pepper werd het verhaal bij de liedjes geschreven en Edwards moest vaak het verhaal forceren om de nummers te kunnen inpassen.

### Acteurs
The Bee Gees gingen de gebroeders Henderson spelen. In 1977 was de groep helemaal terug met diverse hits afkomstig uit de film Saturday Night Fever. Op dat moment waren ze eigenlijk populairder dan Peter Frampton die voor de rol van Billy Shears was aangezocht. Frampton had in 1976 een groot commercieel succes gehad met het livealbum Frampton Comes Alive. Tot zijn grote verbazing en afkeer groeide hij uit tot een tieneridool. In 1977 echter was zijn populariteit alweer aan het afnemen.
Voor de rol van Strawberry Fields was zangeres Olivia Newton-John een optie, maar zij weigerde de rol en sessiezangers Sandy Farina werd aangenomen. Donna Summer weigerde de rol van Lucy, terwijl Elton John, Barry Manilow en Bob Hope geen trek hadden in de rol van Mr. Kite. Doris Day en Rock Hudson zagen niets in de rol van respectievelijk mrs. en mr. Fields. 
Voor de rol van Maxwell Edison, de psychopathische arts, werd Steve Martin geworven. Martin was in 1977 bekend als komiek en zanger, Hij had net het nummer A Wild and Crazy Guy uitgebracht en Sgt. Pepper was zijn eerste grote rol in een speelfilm. Alice Cooper, die bekendstond als de zanger van een zeer controversiële band, speelde de rol van dominee Sun. Cooper was in 1977 bezig om af te kicken van zijn alcoholverslaving en kreeg een paar dagen verlof voor de opnames. De Britse komiek Frankie Howard speelde de rol van Mr. Mustard. Het werd zijn laatste speelfilm. Na Sgt. Pepper speelde hij alleen nog in tv-producties. Voor de rol van de Future Villain Band was eigenlijk de groep Kiss kandidaat. Maar Kiss zag niets in het project en popgroep Aerosmith nam hun plaats in.

### Opnamen
Eind 1977 gingen de opnames van start. Een deel van de film werd opgenomen in de legendarische MGM studio's. Chris Bearde was aangetrokken voor de regie, maar voor hij kon beginnen, liet Stigwood hem ontslaan. Michael Schultz nam zijn plaats in. Schultz had het nodige te stellen met de ego's van de verschillende popmuzikanten. Zo weigerde zanger Steve Tyler van Aerosmith categorisch om 'gedood' te worden door Peter Frampton. Tyler vond dat 'zijn dood' een ongeluk moest zijn. Uiteindelijk stemde hij er in toe dat hij Frampton zogenaamd tot moes zou slaan om vervolgens door het personage Strawberry Fields 'per ongeluk'  te worden gedood.  
Ook had Schultz moeite om de muzikanten die de hoofdrollen speelden tot acteerprestaties aan te zetten. Noch Frampton, noch de Bee Gees hadden daarin veel ervaring. Zo kon Frampton het bijna niet opbrengen om op commando te huilen. Door te denken aan een recent vliegtuigongeluk van een aantal vrienden kwamen er eindelijk wat tranen.

## Ontvangst
Stigwood had hoge verwachtingen van de film. Hij sprak zelfs 'van de Gone With the Wind van deze generatie'. De pers schreef de film echter de grond in. Janet Maslin van The New York Times schreef dat de film bestond "uit wat liedjes die zonder enige logische samenhang zijn samengebracht tot een eindeloos durende variétéshow". David Ansen van Newsweek vergeleek de film met behangpapier. Ook het publiek was niet overtuigd en liet het massaal afweten. In de loop der jaren heeft de film echter een soort van cultstatus gekregen.